# Skalary, mieczyki, neonki
Skalary, mieczyki, neonki – album zespołu Myslovitz, wydany w 2004 roku. Album znacząco różni się od innych dokonań zespołu. Jest osadzony w klimacie art rockowym i psychodelicznym. Nagrany został na tej samej sesji nagraniowej, co Korova Milky Bar, czyli w Studiu Radia Katowice. Utwory ujrzały światło dzienne po dwóch latach od nagrania. Nagrano ok. 9 godzin improwizowanej muzyki instrumentalnej i wybrano z niej ok. godziny na płytę. Do 4 utworów nagrano wokal. Jeden z nich - "Życie to surfing", był pierwszym i jedynym singlem. Teledysk zrealizowano w rodzinnym mieście zespołu - Mysłowicach.
Nagrania dotarły do 3. miejsca listy OLiS.

## Lista utworów
1. Skalary, mieczyki, neonki cz.1 - 1:03
2. Theme From Road Movie - 6:06
3. Man on the Machine - 7:41
4. Życie to surfing - 7:15
5. Isn't Anything - 0:35
6. Beastie Fish - 4:38
7. W sieci - 9:37
8. Skalary, mieczyki, neonki cz.2 - 1:02
9. Nr 9 - 6:05
10. Czerwony notes błękitny prochowiec - 5:54
11. Death of the Cocaine Dancer - 7:37
12. Sean Penn Song - 6:35
13. Skalary, mieczyki, neonki cz.3 - 2:09
14. Marie Minn Restaurant - 3:11

## Skład
- Artur Rojek - wokal, gitary, instrumenty klawiszowe (12)
- Wojtek Kuderski - perkusja
- Jacek Kuderski - gitara basowa, fortepian, instrumenty klawiszowe (3)
- Wojtek Powaga - gitara, automat perkusyjny
- Przemek Myszor - gitara, instrumenty klawiszowe, tamburyn